# Éditions Joca Seria
Pour les articles homonymes, voir Seria (homonymie).
 (septembre 2024).
Si vous disposez d'ouvrages ou d'articles de référence ou si vous connaissez des sites web de qualité traitant du thème abordé ici, merci de compléter l'article en donnant les références utiles à sa vérifiabilité et en les liant à la section « Notes et références ».
Les éditions Joca Seria sont une maison d'édition créée en 1992 par Brigitte et Bernard Martin. Elles sont situées à Nantes. 

## Catalogue
Leur catalogue propose des romans, nouvelles, récits et essais, ainsi que de la poésie et du théâtre. 
Il offre également une large place à l'art (livres d'artistes, catalogue d'exposition, écrits sur l'art et écrits d'artistes, architecture). 
Depuis 2010, la collection « Extraction », dirigée par Chloé Delaume, propose des œuvres expérimentales.

## Auteurs publiés
(Liste non exhaustive.)
- Philippe Adam
- Mac Adams
- Jean-Christophe Bailly
- Jean-Paul Barbe
- Yoann Barbereau
- Bruno Bayen
- Charles Belle
- Patrick Bouvet
- Blaise Cendrars
- Sylvain Coher
- Philippe Cognée
- Bernard Comment
- Florent Couao-Zotti
- Alain Defossé
- Chloé Delaume
- Charles Dickens
- Daniel Dobbels
- Kossi Efoui
- Paul-Armand Gette
- Alain Jouffroy
- Benjamin Lamarche
- Julio Le Parc
- Michel Luneau
- Pierre Michon
- Raphaël Millet
- Jacques Monory
- Joachim Montessuis
- Dominique Noguez
- Frank O'Hara
- Pierre Pachet
- Jean-Luc Parant
- Éric Pessan
- Olivier de Pierrebourg
- Jean-Pierre Pincemin
- Jacques-François Piquet
- Isabelle Rossignol
- Jean Rouaud
- Georges Rousse
- Claude Rutault
- Tony Soulié
- Jules Verne
- Marc Villard
- Jean-Louis Violeau
- Émile Zola